# Petra Dallmann
Petra Dallmann (Friburgo in Brisgovia, 21 novembre 1978) è un'ex nuotatrice tedesca.

## Carriera
Specializzata nello stile libero e nelle staffette può vantare nel proprio palmarès una medaglia di bronzo alle Olimpiadi del 2004 e una d'oro ai campionati mondiali.

## Palmarès
- Olimpiadi

Atene 2004: bronzo nella 4x200m sl.
- Mondiali

Fukuoka 2001: oro nella 4x100m sl.
Barcellona 2003: argento nella 4x100m sl.
Montreal 2005: argento nella 4x100m sl.
Melbourne 2007: argento nella 4x200m sl.
Roma 2009: argento nella 4x100m sl.
- Europei

Berlino 2002: oro nella 4x100m sl e nella 4x200m sl.
Budapest 2006: oro nella 4x100m sl e nella 4x200m sl.
- Europei in vasca corta

Riesa 2002: bronzo nei 100m sl.
Vienna 2004: bronzo nei 200m sl.
Helsinki 2006: bronzo nei 100m sl.
Rijeka 2008: argento nella 4x50m misti e bronzo nella 4x50m sl.